# Laurence Luckinbill

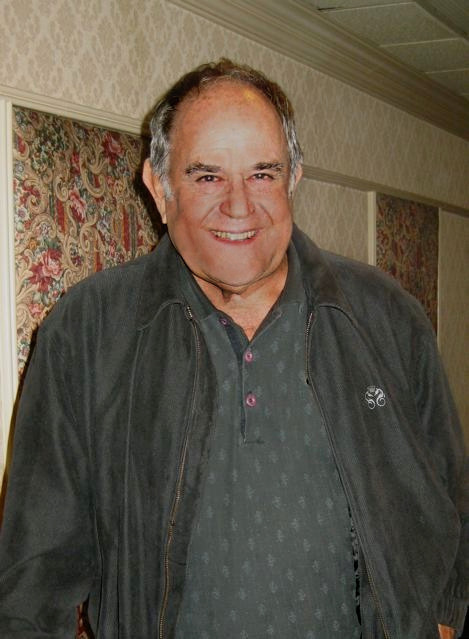
Laurence Luckinbill (2008)

Laurence George Luckinbill (* 21. November 1934 in Fort Smith, Arkansas) ist ein US-amerikanischer Schauspieler, Autor und Theaterregisseur.

## Leben und Karriere
Luckinbill studierte in den 1950er-Jahren an der University of Arkansas und der Catholic University of America. Anschließend nahm er Schauspielunterricht bei Uta Hagen. Anfang der 1960er-Jahre machte er sein Theaterdebüt am New Yorker Broadway in Robert Bolts Theaterstück A Man For All Seasons. Luckinbill spielte in den folgenden Jahrzehnten noch mehrfach am Broadway, zuletzt im Jahr 1999 als Herr Schultz im Musical Cabaret. Seit den 1980er-Jahren machte er sich zusätzlich durch zum großen Teil selbst verfasste Ein-Mann-Stücke einen Namen, in denen er historische Persönlichkeiten wie Theodore Roosevelt, Ernest Hemingway, Clarence Darrow und Lyndon B. Johnson verkörperte.
Ende der 1960er-Jahre nahm er die für seine Karriere potenziell gefährliche Rolle eines Homosexuellen in dem kontroversen Stück The Boys in the Band an, da er mit dessen Autor Mart Crowley befreundet war. In der gleichnamigen Verfilmung von William Friedkin machte er 1970 sein Kinodebüt. Anschließend wurde Luckinbill dem amerikanischen Fernsehpublikum unter anderem als Glenn Garth Gregory in der Serie The Delphi Bureau (1972 bis 1973) und als Richard Arnold in der Miniserie Ike (1979) bekannt. Er spielte das Mordopfer in der Columbo-Folge Mord in eigener Regie (1978) und trat viermal in der Serie Mord ist ihr Hobby auf. Ferner mimte er Spocks Halbbruder Sybok im Film Star Trek V: Am Rande des Universums.
Von 1965 bis zur Scheidung 1976 war er mit der Schauspielerin Robin Strasser (* 1945) verheiratet, das Paar hat zwei Kinder. Seit 1980 ist er mit der Schauspielerin Lucie Arnaz (* 1950) verheiratet, aus dieser Ehe hat Luckinbill drei weitere Kinder. 1993 produzierte das Ehepaar eine Dokumentation über Lucies berühmte Eltern, das Schauspieler-Ehepaar Lucille Ball und Desi Arnaz. Für diese Dokumentation unter dem Titel Lucy and Desi: A Home Movie wurden sie mit einem Emmy Award ausgezeichnet. Das Ehepaar lebt heute im kalifornischen Palm Springs.

## Filmografie (Auswahl)
- 1970: Die Harten und die Zarten (The Boys in the Band)
- 1971: Bonanza (Fernsehserie, 1 Folge)
- 1971: So gute Freunde (Such Good Friends)
- 1971–1972: The Delphi Bureau (Fernsehserie, 9 Folgen)
- 1974: FBI (The F.B.I.; Fernsehserie, 1 Folge)
- 1974–1979: Barnaby Jones (Fernsehserie, 3 Folgen)
- 1976: Die Entführung des Lindbergh-Babys (The Lindbergh Kidnapping Case)
- 1978: Columbo: Mord in eigener Regie (Make Me a Perfect Murder, Fernsehreihe)
- 1979: Ike (Fernseh-Miniserie, 1 Folge)
- 1984: Geheimsache Schweinebacke (Not for Publication)
- 1985–1994: Mord ist ihr Hobby (Murder, She Wrote; Fernsehserie, 4 Folgen)
- 1987: Hotel (Fernsehserie, 1 Folge)
- 1988: Cocktail
- 1988: Das Gesetz ist der Tod (Messenger of Death)
- 1988: Die Vergessenen (To Heal a Nation)
- 1989: Star Trek V: Am Rande des Universums (Star Trek V: The Final Frontier)
- 1992: Law & Order (Fernsehserie, 1 Folge)
- 2005: The Exonerated (Fernsehfilm)